# Mark Schweda

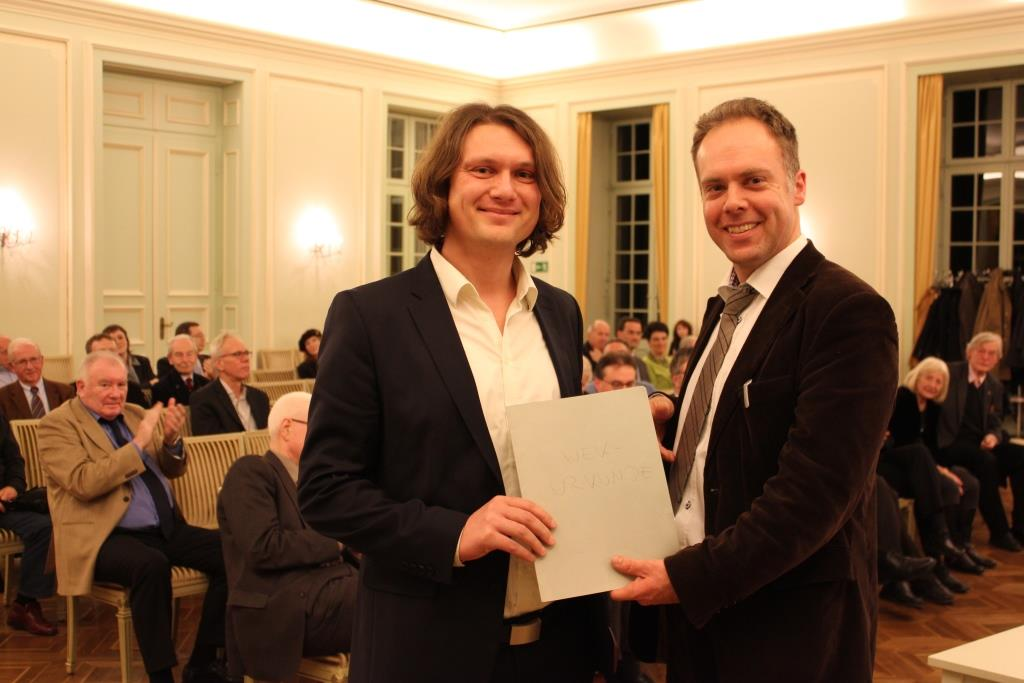
Schweda (links) bei der Verleihung des Wolf-Erich-Kellner-Preises 2013

Mark Schweda (* 10. Oktober 1975) ist ein deutscher Philosoph und Bioethiker.

## Leben
Schweda wurde an der Humboldt-Universität zu Berlin promoviert. Er war wissenschaftlicher Mitarbeiter am Institut für Ethik und Geschichte der Medizin der Universitätsmedizin Göttingen und am Institut für Ethik und Geschichte der Medizin der Eberhard Karls Universität Tübingen sowie Fellow am Lichtenberg-Kolleg Göttingen. Er verbrachte Forschungsaufenthalte am ESRC Centre for Economic and Social Aspects of Genomics der Lancaster University (2009), dem Department of Philosophy der San Francisco State University (2011) und am Center for Science, Technology, Medicine and Society an der University of California, Berkeley (2012). Seit 2018 ist er Professor für Ethik in der Medizin an der Carl von Ossietzky Universität Oldenburg.
2022 wurde Schweda in den Deutschen Ethikrat berufen.

## Forschungsschwerpunkte
Schwedas Arbeitsschwerpunkte liegen im Bereich der Philosophischen Ethik und Politischen Philosophie, Angewandten Ethik, Bioethik und Medizinethik. 2013 wurde ihm der Wolf-Erich-Kellner-Preis und 2014 der Karl-Alber-Preis verliehen.

## Publikationen (Auswahl)

### Monographien
- Mark Schweda: Joachim Ritter und die Ritter-Schule zur Einführung. Junius, Hamburg 2015, ISBN 978-3-88506-708-5 (224 S.).
- Mark Schweda: Entzweiung und Kompensation. Joachim Ritters philosophische Theorie der modernen Welt (= Alber Symposion. Nr. 135). Alber, Freiburg im Breisgau und München 2013, ISBN 978-3-495-48614-6 (496 S.).

### Herausgaben
- Mark Schweda, Larissa Pfaller, Kai Brauer, Frank Adloff und Silke Schicktanz (Hrsg.): Planning Later Life. Bioethics and Public Health in Aging Societies. Routledge, Abingdon 2017, ISBN 978-1-4724-8132-0 (englisch, 264 S.).
- Mark Schweda und Ulrich von Bülow (Hrsg.): Entzweite Moderne. Zur Aktualität Joachim Ritters und seiner Schüler (= Marbacher Schriften, neue Folge. Nr. 15). Wallstein, Göttingen 2017, ISBN 978-3-8353-3081-8 (385 S.).
- Aagje Swinnen und Mark Schweda (Hrsg.): Popularizing Dementia. Public Expressions and Representations of Forgetfulness (= Aging Studies. Nr. 6). Transcript, Bielefeld 2015, ISBN 978-3-8376-2710-7 (englisch, 410 S.).
- Silke Schicktanz und Mark Schweda (Hrsg.): Pro-Age oder Anti-Aging? Altern im Fokus der modernen Medizin (= Kultur der Medizin). Campus, Frankfurt am Main und New York 2012, ISBN 978-3-593-39510-4 (376 S.).

### Beiträge in Sammelbänden
- Mark Schweda: Empirische Sozialforschung in der Medizinethik. Aufgaben, Methoden, Anwendungsbeispiele. In: Alexander Max Bauer und Malte Ingo Meyerhuber (Hrsg.): Philosophie zwischen Sein und Sollen. Normative Theorie und empirische Forschung im Spannungsfeld. Walter de Gruyter, Berlin und Boston 2019, ISBN 978-3-11-061377-3, S. 73–92, doi:10.1515/9783110613773.
- Mark Schweda: Eiserne Ladies und alternde Cowboys im Sonnenuntergang. Ethische Aspekte der Darstellung von Demenz im zeitgenössischen Spielfilm. In: Harm-Peer Zimmermann (Hrsg.): Kulturen der Sorge. Wie unsere Gesellschaft ein Leben mit Demenz ermöglichen kann. Campus, Frankfurt am Main und New York 2018, ISBN 978-3-593-50894-8, S. 403–422.

### Artikel in Fachzeitschriften
- Mark Schweda und Karin Jongsma: „Rückkehr in die Kindheit“ oder „Tod bei lebendigem Leib“? Ethische Aspekte der Altersdemenz in der Perspektive des Lebensverlaufs. In: Zeitschrift für Praktische Philosophie. Band 5, Nr. 1, 2018, ISSN 2409-9961, S. 181–206, doi:10.22613/zfpp/5.1.8.
- Mark Schweda: „Ein Jegliches hat seine Zeit“. Altern und die Ethik des Lebensverlaufs. In: Zeitschrift für Praktische Philosophie. Band 1, Nr. 1, 2014, ISSN 2409-9961, S. 185–232, doi:10.22613/zfpp/1.1.5.